# 松田俊介
松田 俊介（まつだ しゅんすけ、1977年8月20日 - ）は、日本の文化人類学者。
学位は、博士（人間科学）（早稲田大学）。専門は、文化人類学、民俗学、地域研究。東北芸術工科大学芸術学部歴史遺産学科専任講師。

## 来歴
鳥取県米子市生まれ。鳥取県立米子東高等学校卒業、早稲田大学人間科学部卒業、同大学大学院人間科学研究科博士課程単位取得満期退学。
2018年、早稲田大学人間科学学術院にて博士号取得（課程外）（人間科学）。早稲田大学・城西大学・女子栄養大学・川村学園女子大学での非常勤講師を経て、2021年4月より、東北芸術工科大学芸術学部歴史遺産学科専任講師。

## 著書
- 『エコ・イマジネール―文化の生態系と人類学的眺望』（蔵持不三也, 三枝憲太郎, 松田俊介, 前嵩西一馬, 小堀哲郎, 嶋内博愛, 松平俊久, 竹中宏子, 出口雅俊, 岡田彩, 村田敦郎, 北村毅, 鈴木みづほ, 小林孝広, 林陽一, 曺 圭憲，言叢社 ,2007年6月）
- 『医食文化叢書Ⅰ 医食文化の世界』（蔵持不三也[監修]，松平俊久，松田俊介（共編），早稲田大学国際食文化研究所，2010年）
- 『医食の文化学』（松田俊介，蔵持不三也，言叢社，2011年8月）
- 『カルチュラル・インターフェースの人類学―「読み換え」から「書き換え」の実践へ 』（前川啓治, 深川宏樹, 石森大知, 根本達, 井上央子, 関口由彦, 真崎克彦, 早川公, 松田俊介, 浜田明範, 比嘉理麻, 北原卓也，新曜社，2012年8月）
- 『世界の民族・国家興亡歴史地図年表』（ジョン・ヘイウッド（原著），松平俊久，松田俊介，蔵持不三也（共訳），柊風舎，2013年10月）
- 『Revisiting Colonial and Post-Colonial: Anthropological Studies of the Cultural Interface』（Bridge 21，2015年5月）
- 『文化の遠近法―エコ・イマジネールII: エコ・イマジネールII』（蔵持不三也, 松平俊久, 嶋内博愛, 出口雅敏, 村田敦郎, 山越英嗣, 藤井紘司, 瀧音大, 曺圭憲, 松田俊介, 伊藤 純, 山崎真之, 小林孝広，言叢社，2017年4月）
- 『文化的持続可能性とは何か　文化のゆるやかな共鳴を捉えるために』（原知章[編著]，松田俊介，酒井貴広，都築由理子，大澤誠，山越英嗣，ナカニシヤ出版，2023）